# 洋泾浜

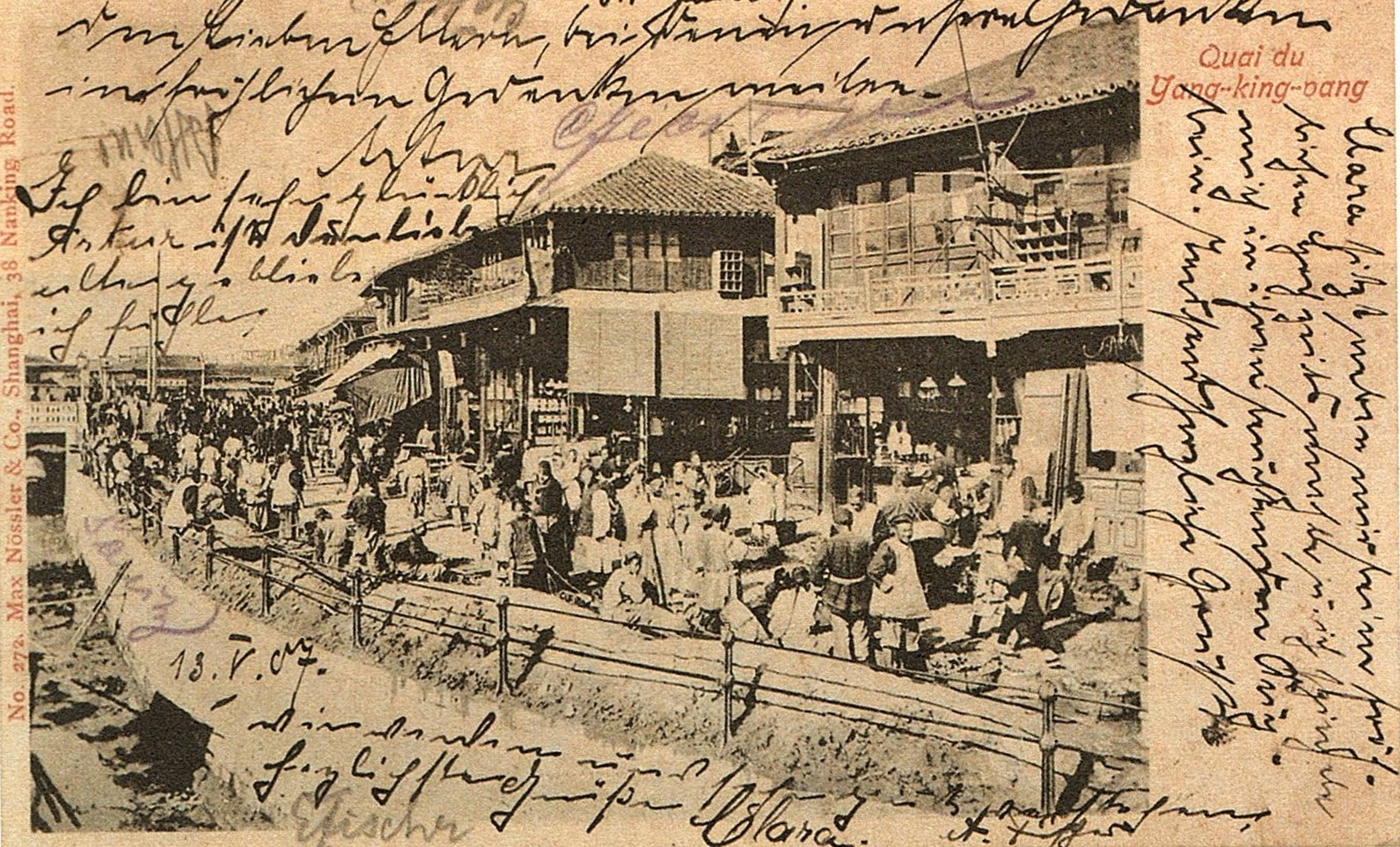
法国租界一侧的洋泾浜河岸

洋泾浜（上海话拼音：hhianjinban，发音：[ɦiã̀tɕi̋npã᷆]），是黄浦江的一条支流，浦东新区段称东洋泾浜，浦西段称西洋泾浜。一般而言提到“洋泾浜”，指的是上海市区浦西的西洋泾浜。西洋泾浜东起黄浦江边，西至周泾（今西藏中路），长约2公里，宽不足20米，自西向东流入黄浦江。其所在位置即今延安东路外滩至西藏中路段。
在明清时期，这条小河是上海县城北门外护城河以北的第一条河流，19世纪中叶英法租界陆续开辟后，就以这条小河作为两租界的界河，英租界在河北岸，法租界在河南岸，沿河各自修筑了一条道路：北岸称为松江路，南岸称为孔子路。
在洋泾浜上，陆续修建了众多的桥梁：外洋泾桥（外滩）、二洋泾桥（四川路）、三洋泾桥（江西路）、三茅阁桥（河南路）、带钩桥（山东路）、郑家木桥（福建路）、东新桥（浙江路）、北八仙桥（云南路）等。
1914年-1915年，两租界合作填河筑路，洋泾浜连同两岸小路形成一条东西向通衢大道，1916年经过两租界协商，路名定为爱多亚路。1943年汪精卫政府收回租界时将其改名为大上海路。1945年第二次世界大战结束以后，改称中正东路。1949年以后才改为今名延安东路。

## 引申义
上海方言“洋泾浜”指的是“不伦不类”的意思。租界时代这一带人受租界外国人影响经常说一些不伦不类的英语。上海人称这种“英语”为“洋泾浜英语”，后又引申为凡事不伦不类也被称为“洋泾浜”。而随着洋泾浜英语的绝迹，“洋泾浜英语”一词逐渐成为中式英语或是极不标准的英语的另一种表述方式。